# 斯普拉遁2
《斯普拉遁2》（中国大陆又译作、，台湾又译作）是任天堂开发并发行在任天堂Switch上的第三人称射击游戏。本作于2017年7月21日在全球发行。
本作的前作为Wii U平台的《斯普拉遁》，续作为《斯普拉遁3》。

## 設定

### 故事背景
本作時間設定為前作《斯普拉遁》兩年後，一眾角色將各主要建築移師到新的中心區，換上兩位新晉流行歌手報導各項遊戲消息，並有全新店主與轉職的舊老闆售賣各種產品。而在玩家角色抵達中心區的第一天，駐守中心區的大電池鯰魚和其他地區的小電池鯰魚突然如前作般再度消失，而前作負責報導新聞的一名歌手亦告失蹤。另一名歌手這時將玩家引領到不為人知的戰爭前線，期望對方可以在日常輕鬆對戰外，作為對抗組織4號成員破關解難，粉碎邪惡章魚的陰謀，找回一切。
同一時間，鮭魚的族群以難以解釋的速度急劇進化。一間大企業乘勢冒起，以薄酬招聘中心區的青年人打工，讓他們在與鮭魚的鬥爭中奪取價值連城的能量。
在擴充資料片《Octo Expansion》中，一隻喪失記憶的章魚被前作的魚乾司令喚醒。對方指其之前在一次與對抗組織3號成員的對壘中，突然被一同攻擊，恢復意識時已經被困在疑似於城鎮地底的廢棄地鐵站內，並跟3號失散。為了逃出，司令決定讓章魚成為8號成員，一同登上連接各個測試站的列車。期間他們聯繫上兩位新晉歌手組合「腕兒姐妹」幫忙，並與他們回顧一眾章魚如何與魷魚走到今天的社群融合，並意外揭開一個由12000年前開始蘊釀的殘酷科學計劃。

### 玩法
與前作《斯普拉遁》一样，玩家扮演可以自由轉換魷魚和人形的角色，穿上配有技能加乘碎片的衣著，以各種噴墨武器進行4对4联机為主的對戰。場地轉換時間由前作每四小時一次加快至每兩小時一次。
主要遊戲模式分為以下數種：
- 通常對戰：常規制對戰，八位隨機分成兩組的玩家進行「塗地模式」在三分鐘內為場內平地塗色，結束後以所佔百分比定勝負。剩餘一分鐘時會以音樂轉換提示比賽即將結束。
- 真格對戰：分級制對戰，八位屬同一等級，隨機分成兩組的玩家在五分鐘內爭取一項賽制下的主導權，包括「真格區域」：控制位處場地中間的指定範圍、「真格塔樓」：登上塔型車行走指定路線到敵方終點、「真格魚虎對戰」：射破外膜後，運送其中的真格魚虎砲至敵方終點、「真格蛤蜊」：爭奪蛤形欖球扔至對方陣地的計分籃，以化整為100點的倒數計定勝負。由於是以主導權分勝負，所以當落後方在限時完結一刻仍有推進機會（即佔地仍在倒數、塔型車仍在前進、魚型砲未被對手提起或未被提至場外、及最後形成的蛤形欖球尚未消失或被提起不多於一分鐘），則賽事會延續至該次推進被截停或反先對手才會結束。
- 排位對戰：聯賽制對戰，本作新增的制度模式。玩家先組成二人隊或四人隊，在兩小時內合作玩最少7場集合八名玩家的比賽，以每場表現所爭取的能量積分定奪該節時段的勝負排名。賽制與上述真格對戰相同。

遊戲亦在2017年至2019年7月期間定期於日本、歐洲和美洲三個分區，或全球同步舉行，歷時24小時或48小時的祭典，以主題投票將所有玩家分成兩邊對壘。屆時主要賽場只舉行賽制與常規對戰一樣的比賽，但亦會分開與平日相同的的個人賽，以及容許二至四人組隊參戰的隊制賽。賽事最終以投票率、個人賽勝率及隊制賽勝率三項指標定勝負。有別於前作只提供兩個場地作遊玩，本作會維持平日的場地輪替，並會在每一次祭典都會加入該次限定的場地。
本作繼續設有單人模式英雄模式，以27組場地關卡延續上集對抗章魚敵人的劇情。本作對比前作加入了多款可用武器，並容許玩家將用於完成所有關卡的造型武器帶至聯機遊戲當中。可下載內容《Octo Expansion》中則提供80組任務關卡及8組與故事相關的壓軸場地關卡，以地鐵線通往沿途各站的模式解鎖，並容許玩家在完成主要劇情後改以章魚姿態進入聯機遊戲當中。
本作新增的打工模式鮭魚跑，則是讓四人合作對抗電腦操控的三輪敵人攻勢。除卻本地連線時自由發起的場次，此模式的線上場次平日只在有限時間開通，並會限制四款指定武器。

## 发布
游戏早于2016年10月任天堂Switch首部介紹影片中出現，曾經引起觀眾和玩家討論本作是為前作完全移植，抑或是以完全新作登場。2017年1月，本作於任天堂Switch发布会正式亮相，並確認將會跟隨系列發售時間，將遊戲世界觀設定為前作兩年後。
在2017年4月13日的任天堂直面會中，任天堂就公開了《斯普拉遁2》全新的遊戲模式「鮭魚跑」的情報，並確認遊戲於2017年7月21日在全球范围内推出。而在5月18日的ARMS直面會中公開了單人遊戲的情報，在7月6日的《斯普拉遁2》直面會中也公開了任天堂Switch Online的語音聊天應用程式等更多情報，並承諾將會支援最少一年內容更新，及兩年定期祭典活動。為達至更正面的遊戲體驗，本作改變了前作同類武器的使用方法，刪改過強的特殊技能，與及改變展示賽後數據的形式。
正式推出初期，遊戲平均每週發佈新款射擊武器組合，及平均每月發佈新比賽場地。後來為了等級賽有更公平體驗，武器組合均改為每月更新。2018年6月，官方宣佈追加半年內容更新，後再於2019年4月再作一次性武器更新。截至2019年4月，官方已確認推出超過40款主要武器及衍生超過130款戰鬥組合，與及超過20款比賽場地。
在2018年3月8日的任天堂直面會中，宣佈將於夏季發售系列首個收費可下載內容 《Octo Expansion》，於同年6月14日在全球范围内推出。2022年4月22日起，擁有任天堂Switch Online + 擴充包會員的玩家可以免費遊玩本內容。

## 迴響
《斯普拉遁2》獲得了业界很好的評價，其在Metacritic的汇总得分为83/100，高于前作的81/100。GameSpot給這款遊戲8分的評價，並且認為遊戲的單人模式很有趣，但是其中的創意並沒有延續到多人遊戲中。此外每次更換武器都需要退出房間（後期更新改為可以有20秒更换武器）、遊戲內語音聊天功能的缺失也成為扣分項。
截至2022年3月底，任天堂财报宣布本作全球销量已达1330万份，成為任天堂Switch上的暢銷遊戲之一。